# August Hermann Römmler
August Hermann Römmler (* im 19. Jahrhundert; † nach 1930) war ein deutscher Unternehmer in Spremberg, der als Erfinder des Resopal gilt.

## Wirken
Am 16. November 1867 gründete August Hermann Römmler in Spremberg in der Niederlausitz das Unternehmen Hermann Römmler AG zur Aufbereitung von Abfällen aus der Tuch- und Hutfabrikation. Die Herstellung von Baumwollflocks als Füllstoff für die Schallplattenproduktion brachte Römmler schon früh mit Kunststoffen in Berührung. Bis 1905 entwickelte das Unternehmen unter Verwendung solcher Kunststoffe die Fabrikation von elektrotechnischem Isoliermaterial zur Serienreife. Die elektrotechnische Abteilung verselbständigte sich und stieg zur führenden Spezialfabrik für hochwertiges Isoliermaterial auf. Mit der Entwicklung des Druck-Hitze-Verfahrens für härtbare Kunststoffe wurde Römmler neben der Bakelite-Gesellschaft alsbald zum Pionier der Kunststofftechnologie und entwickelte das Resopal. Die Marke geht zurück auf das von August Hermann Römmler 1930 angemeldete Patent. Wegen der hohen Bekanntheit wurde das Unternehmen 1971 entsprechend umbenannt. 
1938 übernahm das Schweizer Unternehmen Brown, Boveri & Cie. das Werk. Nach Kriegsende wurden die Werksanlagen demontiert. Nach dem Wiederaufbau firmierte das Unternehmen erst als Preßstoffwerk Spremberg GmbH, wurde aber 1949 enteignet in Volkseigentum überführt.